# Сыромятная плеть (телесериал)
«Сыромятная плеть» (англ. Rawhide) — американский чёрно-белый телесериал производства CBS, снятый в жанре вестерна. Состоит из 8 сезонов и 217 эпизодов. Транслировался на канале CBS с 9 января 1959 года по 7 декабря 1965 года. В главной роли — Эрик Флеминг. В роли второго плана — Клинт Иствуд.

## Сюжет
Действие сериала происходит в конце 1860-х годов. Большинство серий концентрируются на происшествиях, возникающих у перегонщиков скота (см. Droving) во время их нелёгкого труда. Большинство эпизодов начинаются с монолога старшего перегонщика Гила Фэвора (играет Эрик Флеминг). Сюжет типичного эпизода «Сыромятной плети» заключается в том, что караван перегонщиков на своём пути сталкивается с разными людьми, которым помогает решить их проблемы, или наоборот конфликтует с ними. Также распространён сюжет, когда один из членов команды перегонщиков отправляется на какое-нибудь рискованное предприятие в близлежащий городок, попадает там в неприятности, а остальные члены группы его спасают.
Первые эпизоды сериала были легки и почти лишены агрессии, но на пике популярности в сюжетах серий стали присутствовать такие вещи и явления как сибирская язва, «призрачные всадники», нападения волков, скотокрадство, бандитизм, убийства и т. п. Также в связи с климатом локаций, во многих сериях люди нуждаются в питьевой воде, но обнаруживают пересохшие колодцы, ручьи и даже реки.
В отдельных сериях поднимаются очень острые и смелые для того времени проблемы: наркотическая зависимость, расизм, отношения бывших противников в Гражданской войне, окончившейся считанные годы назад (по сюжету сериала, трое главных героев служили в Армии южан, один даже сидел в федеральной тюрьме для военнопленных по окончании войны).

## Сезоны и эпизоды
- 1 сезон состоит из 22 эпизодов и транслировался с 9 января по 26 июня 1959 года
- 2 сезон состоит из 32 эпизодов и транслировался с 18 сентября 1959 года по 17 июня 1960 года
- 3 сезон состоит из 30 эпизодов и транслировался с 30 сентября 1960 года по 16 июня 1961 года
- 4 сезон состоит из 30 эпизодов и транслировался с 29 сентября 1961 года по 18 мая 1962 года
- 5 сезон состоит из 29 эпизодов и транслировался с 28 сентября 1962 года по 24 мая 1963 года
- 6 сезон состоит из 31 эпизода и транслировался с 26 сентября 1963 года по 14 мая 1964 года
- 7 сезон состоит из 30 эпизодов и транслировался с 25 сентября 1964 года по 21 мая 1965 года
- 8 сезон состоит из 13 эпизодов и транслировался с 14 сентября по 7 декабря 1965 года

Названия всех эпизодов 1—3, 5 и 6 сезонов начинаются со слова Incident (рус. Происшествие, случай, инцидент).

## В ролях

### В главных ролях
Снялись более чем в 100 эпизодах
- Клинт Иствуд — Роуди Йейтс (в 216 эпизодах)
- Пол Бринегар[англ.] — Уишбоун (в 216 эпизодах)
- Стив Рэйнс[англ.] — Джим Куинс (в 215 эпизодах)
- Эрик Флеминг — Гил Фэвор (в 203 эпизодах)
- Джеймс Мардок — Маши (в 201 эпизоде)
- Роки Шахан — Джо Скарлет (в 180 эпизодах)
- Роберт Кабал — Хей Сус (в 115 эпизодах)
- Шеб Вули[англ.] — Пит Нолан (в 110 эпизодах)

### В прочих ролях
Снялись более чем в 10 эпизодах
- Уильям Р. Томпкинс — Беззубый (в 93 эпизодах)
- Джон Коул — Бейли (в 75 эпизодах)
- Чарльз Грей — Клэй Форрестер (в 47 эпизодах)
- Милан Смит — Кайл (в 31 эпизоде)
- Джон Эрвин[англ.] — Тедди (в 22 эпизодах)
- Джон Харт — Нарбо (в 19 эпизодах)
- Дон Карлос Харви[англ.] — Коллинс (в 15 эпизодах)
- Реймонд Сент-Жак[англ.] — Саймон Блейк (в 13 эпизодах)
- Гарри Лаутер[англ.] — бармен (в 12 эпизодах)
- Аллен Джаффе — перегонщик скота (в 12 эпизодах)
- Джон Айрленд — Джед Колби (в 11 эпизодах)
- Джон Пикард[англ.] — шериф (в 11 эпизодах)

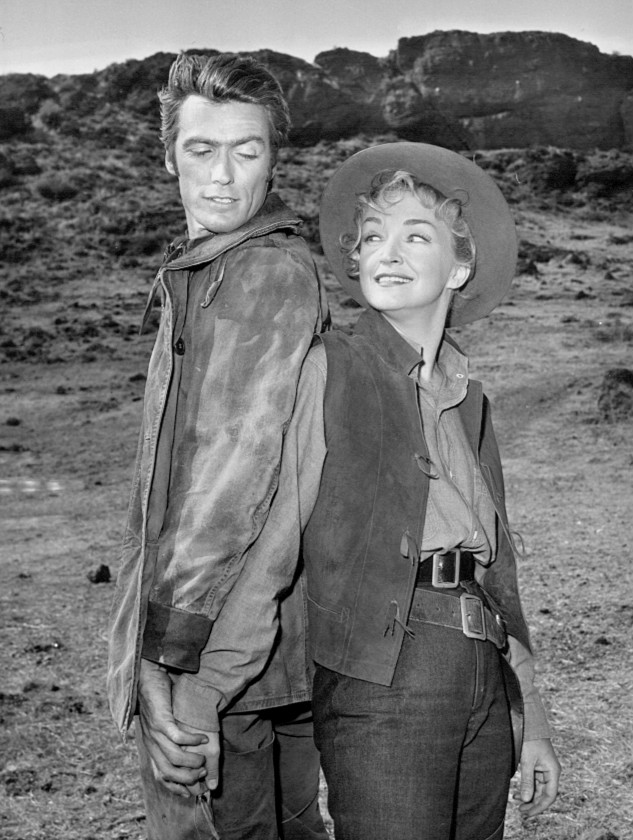
Клинт Иствуд и Нина Фох
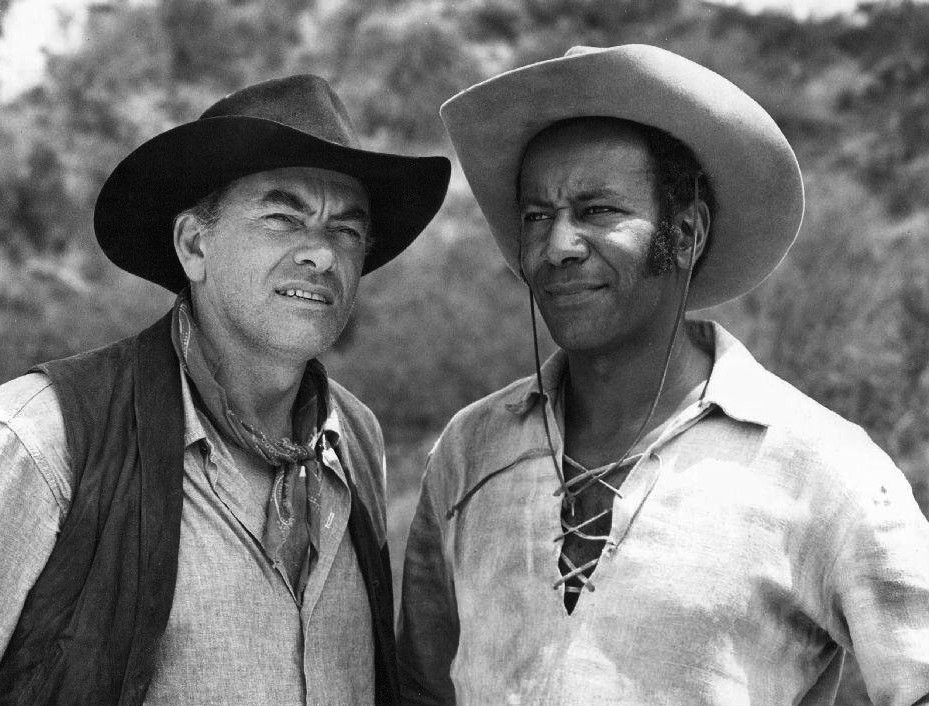
Джон Айрленд и Реймонд Сент-Жак[англ.]
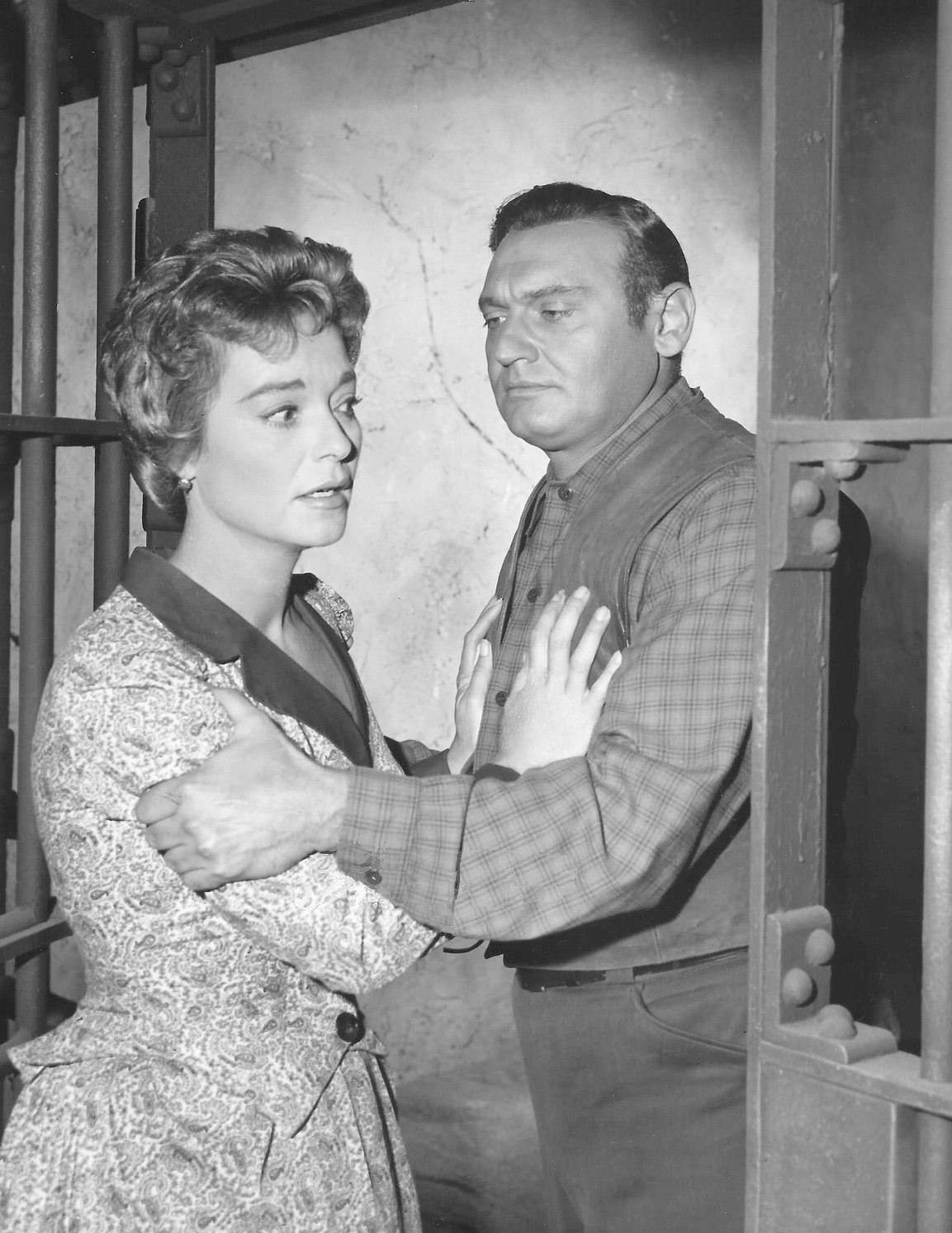
Нэн Грэй и Фрэнки Лэйн
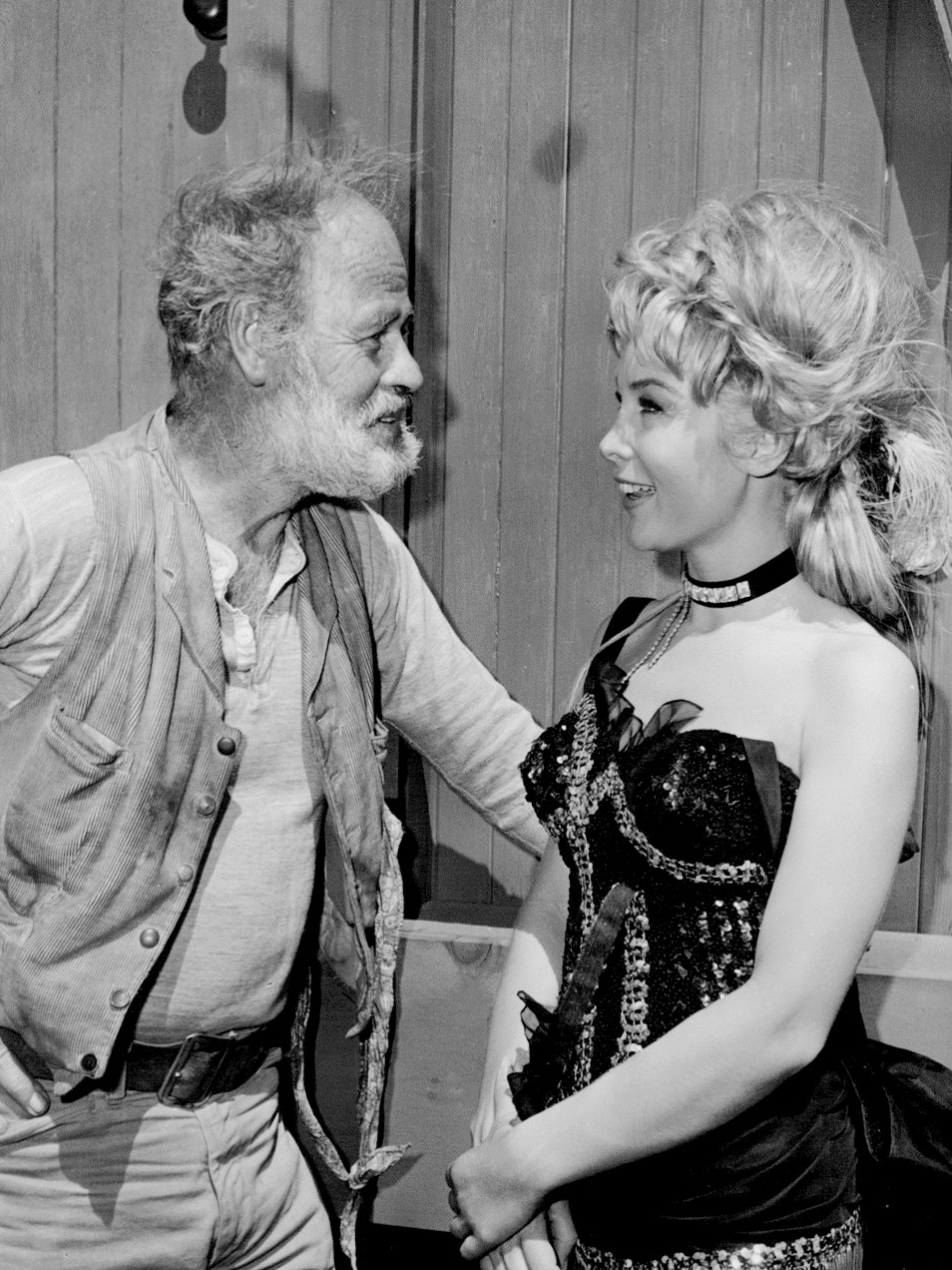
Пол Бринегар[англ.] и Барбара Иден
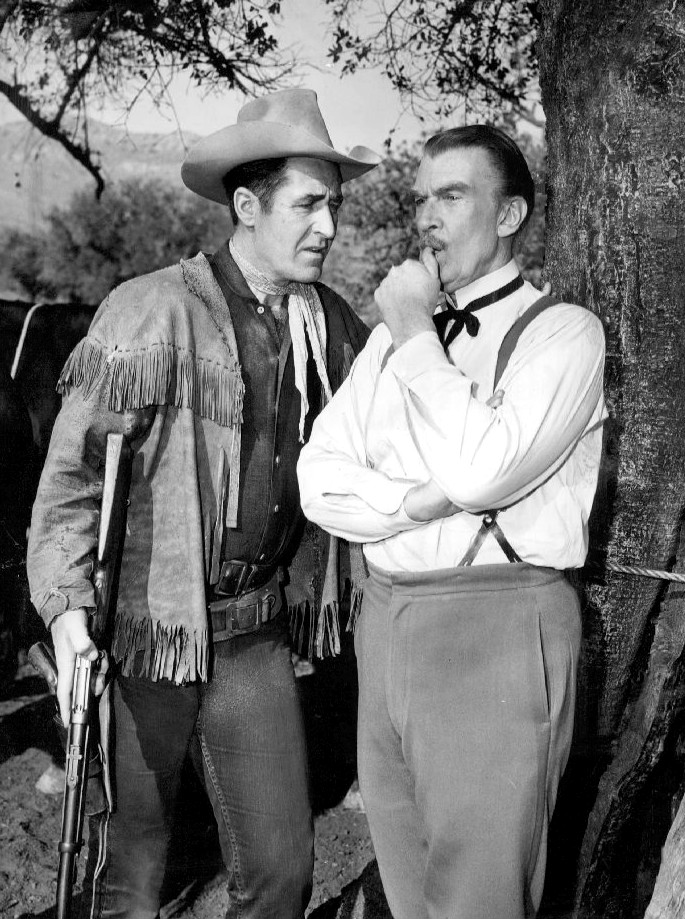
Шеб Вули[англ.] и Уолтер Пиджон
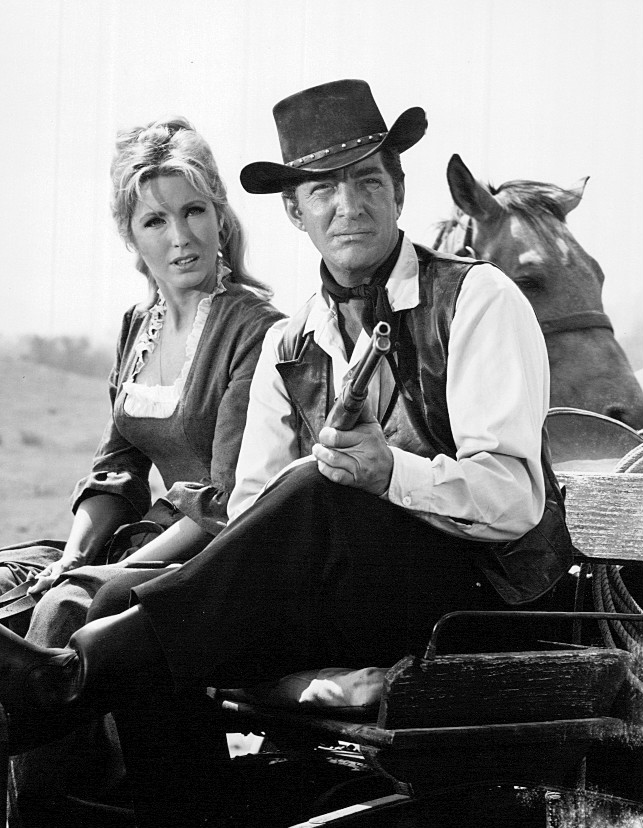
Лора Девон и Дин Мартин

## Съёмочная группа
Над созданием сериала трудилось большое количество кинематографистов. Ниже указаны лишь те, кто внёс наиболее заметный вклад в его создание.
Режиссёры
- Томас Карр[англ.] — 28 эпизодов
- Тед Пост — 24 эпизода
- Кристиан Ниби[англ.] — 14 эпизодов
- Хэрмон Джонс[англ.] — 13 эпизодов
- Джесс Хиббс[англ.] — 11 эпизодов

Продюсеры
- Чарльз Маркис Уоррен[англ.] — 84 эпизода, автор идеи сериала
- Эрнест Дж. Нимс — 72 эпизода, ассоциативный продюсер
- Эндре Боэм — 65 эпизодов
- Винсент М. Феннелли — 60 эпизодов
- Пол Кинг — 30 эпизодов, ассоциативный продюсер
- Мел Эпштейн — 22 эпизода, ассоциативный продюсер
- Брюс Геллер — 21 эпизод
- Бернард Л. Ковальски — 21 эпизод
- Дел Рейсмен — 21 эпизод, ассоциативный продюсер
- Роберт Э. Томпсон — 13 эпизодов
- Бен Брэди — 13 эпизодов, исполнительный продюсер
- Роберт Стиллмен — 13 эпизодов, ассоциативный продюсер
- Эндрю Крэддок Лайлс[англ.] — 10 эпизодов, ассоциативный продюсер
- Роберт Л. Френд — 9 эпизодов, ассоциативный продюсер

Операторы
- Джон М. Николаус-мл. — 88 эпизодов
- Джек Суэйн — 42 эпизода
- Говард Шварц — 13 эпизодов
- Филип Латроп[англ.] — 9 эпизодов

Сценаристы
- Чарльз Маркис Уоррен[англ.] — 217 эпизодов (указан в каждой серии, так как является автором идеи сериала)
- Луис Виттес — 30 эпизодов
- Джон Данкел — 24 эпизода
- Чарльз Ларсон — 20 эпизодов
- Бакли Энджелл — 13 эпизодов

Композиторы
- Дмитрий Тёмкин — 217 эпизодов (основная музыкальная тема[англ.] во всех эпизодах)
- Расселл Гарсия[англ.] — 22 эпизода
- Леон Клацкин[англ.] — 7 эпизодов
- Фред Стейнер — 6 эпизодов
- Руди Шрейджер — 6 эпизодов

Монтажёры
- Джордж А. Гиттенс — 48 эпизодов
- Роланд Гросс[англ.] — 42 эпизода
- Джеймс Баиотто — 40 эпизодов

## Награды и номинации
- 1961 — «Бронзовый вранглер» в рамках «Премии „Наследие вестернов“» от Национального музея наследия ковбоев и вестернов[англ.] в категории «Вымышленная телевизионная драма» — победа.
- 1961 — Премия Гильдии сценаристов США в категории «Эпизодное, длиной более 30 минут» — номинация.
- 1962 — Премия Гильдии сценаристов США в категории «Эпизодная драма» — номинация.
- 1962 — «Бронзовый вранглер» в рамках «Премии „Наследие вестернов“» от Национального музея наследия ковбоев и вестернов в категории «Вымышленная телевизионная драма» — победа.
- 1964 — «Бронзовый вранглер» в рамках «Премии „Наследие вестернов“» от Национального музея наследия ковбоев и вестернов в категории «Вымышленная телевизионная драма» — победа.
- 1964 — «Золотой глобус» в категории «Лучшое ТВ-шоу (драма)» — номинация.
- 1965 — «Бронзовый вранглер» в рамках «Премии „Наследие вестернов“» от Национального музея наследия ковбоев и вестернов в категории «Вымышленная телевизионная драма» — победа.
- 1965 — «Эдди» от Американской ассоциации монтажёров в категории «Лучший монтаж телевизионной программы» — победа.
- 1966 — «Эдди» от Американской ассоциации монтажёров в категории «Лучший монтаж телевизионной программы» — номинация.

## Факты
- Чарльз Маркис Уоррен[англ.] создал этот сериал базируясь на нескольких источниках:
  - «Империя скотоводов[англ.]» — его собственный фильм 1958 года.
  - Повесть Бордена Чейза[англ.] Blazing Guns on the Chisholm Trail (1948), а также её экранизация «Красная река» того же года.
  - Дневники старшего перегонщика Джорджа Си. Даффилда, написанные им в 1866 году во время перегона скота из Сан-Антонио (Техас) в Сидалию[англ.] (Миссури). Вступительные монологи старшего перегонщика Гила Фэвора (играет Эрик Флеминг) в начале каждой серии оформлены под стиль изложения этих записей.
- «Сыромятная плеть»[англ.] — музыкальная тема сериала. Стихи Неда Вашингтона, музыка Дмитрия Тёмкина, исполняет Фрэнки Лэйн.
- В 1961 году, когда сериал был на пике своей популярности, издательство Signet Books[англ.] опубликовало повесть Фрэнка Честера Робертсона[англ.] «Сыромятная плеть» по одноимённому сериалу. Книга неоднократно переиздавалась вплоть до 1986 года[2].
- В 1961—1962 годах по сериалу художником-мультипликатором Дэном Спайджлом[англ.] был создан комикс, который публиковала Dell Comics[англ.][3].
- Значительная часть эпизодов была снята в каньоне Бронсон.
- Согласно рейтингу Нильсена[4]:
  - 1-й сезон «Сыромятной плети» занимал 28-е место по популярности у зрителей
  - 2-й — 18-е
  - 3-й — 6-е
  - 4-й — 13-е
  - 5-й — 22-е
  - 6-й — ниже 30-го
  - 7-й — ниже 30-го
  - 8-й — ниже 30-го